# Elida (Nuovo Messico)
Elida è un comune degli Stati Uniti d'America, situato nello stato del Nuovo Messico, nella contea di Roosevelt.